# Energetyka wiatrowa w Danii

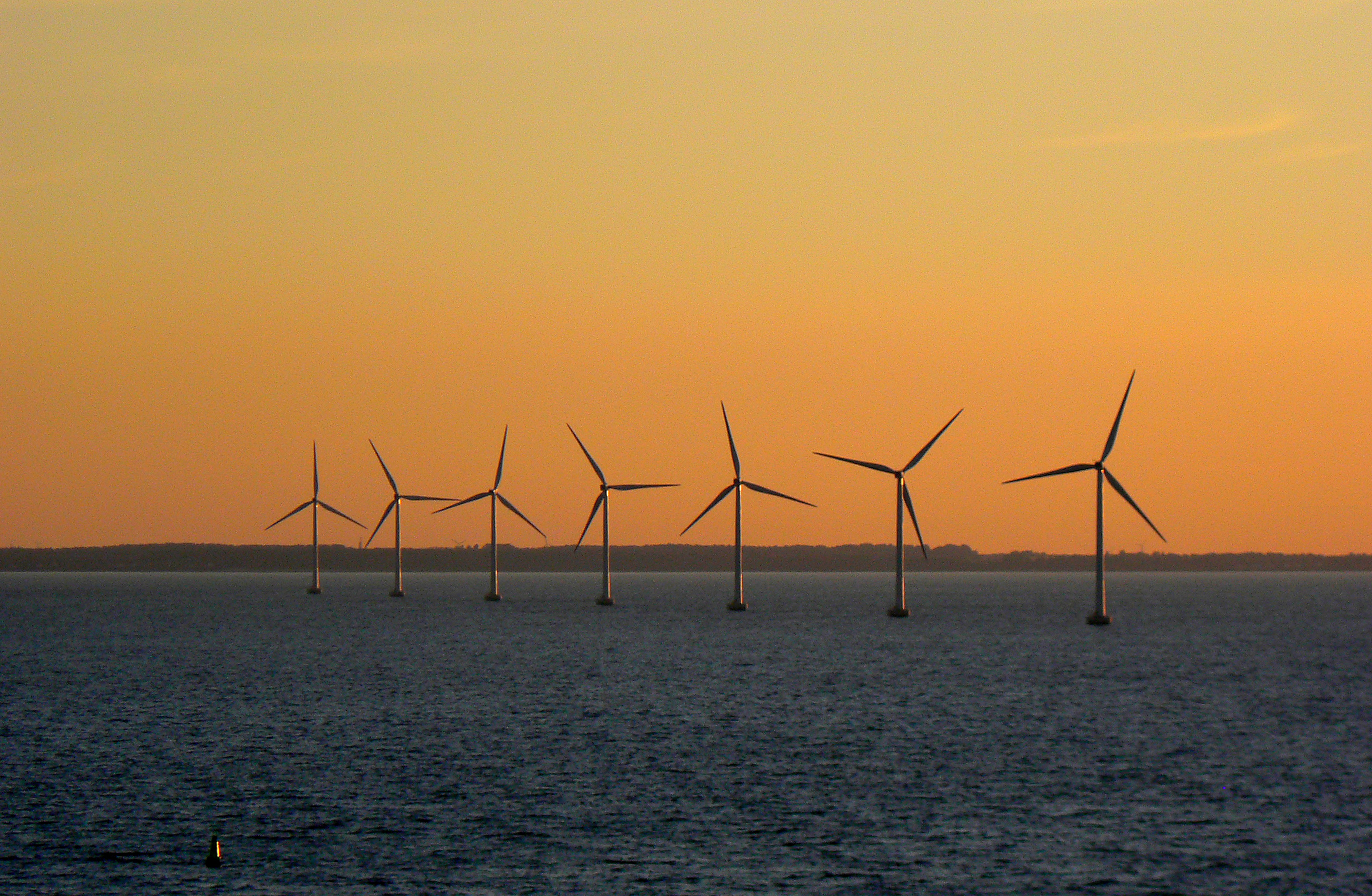
Farma wiatrowa Sprogø

Energetyka wiatrowa w Danii – jedno ze źródeł wytwarzania energii elektrycznej w Danii. Z energii wiatrowej pochodzi 39% wytwarzanej w Danii energii elektrycznej i 42% energii konsumowanej przez ten kraj.

## Historia
Pierwsze projekty wykorzystywania energii wiatru do wytwarzania energii elektrycznej na świecie wykonał duński wynalazca Poul la Cour. Około roku 1900 skonstruował on pierwszą turbinę wiatrową.
W latach 80. Dania borykała się z problemem wysokiej emisji dwutlenku węgla na mieszkańca, głównie ze względu na oparcie energetyki na elektrowniach węglowych. W obliczu globalnego ocieplenia oraz kryzysów paliwowych w 1973 i 1979 roku postanowiono o rozbudowie w Danii energetyki odnawialnej. W latach 70. i 80. XX wieku wiele państw eksperymentowało z wykorzystaniem energii wiatru do wytwarzania energii elektrycznej na dużą skalę, jednak w większości przypadków wydajność elektrowni była zbyt niska, a koszty inwestycji wysokie. Wyjątkiem była Dania, gdzie energetyka wiatrowa miała wyższe dotacje państwowe w stosunku do innych odnawialnych źródeł energii. Dzięki temu inwestowano tu w energetykę wiatrową, a co za tym idzie prowadzono badania na szeroką skalę nad udoskonaleniem tej technologii, głównie w Teknologisk Institut w Kopenhadze.
W 1985 roku, na rok przed katastrofą w Czarnobylu, w Danii przyjęto ustawę o zaprzestaniu budowy elektrowni jądrowych. Taka decyzja została podjęta głównie dzięki naciskom różnych stowarzyszeń pozarządowych, Duńskiej Organizacji Odnawialnych Źródeł Energii (OVE) oraz Duńskiego Ruchu Antynuklearnego (OOA). W 1988 roku Dania przyjęła za cel ograniczenie emisji CO2 o 22% do 2005 roku. W realizacji tego celu w dużej mierze pomogła energetyka wiatrowa.

## Warunki geograficzne
Dania jest dobrze zlokalizowana geograficznie dla energetyki wiatrowej. Na wysokości 10 m średnia prędkość wiatru wynosi ok. 4,9 – 5,6 m/s. Najlepsze lokalizacje do budowy farm wiatrowych znajdują się na zachodzie kraju oraz na wybrzeżach na wschodzie Danii. Ponadto w wodach terytorialnych Danii znajduje się wiele płycizn o głębokości 5–10 m, gdzie na wysokości 50 m wiatry mają nawet 8,5 – 9 m/s. Tereny te stanowią świetne tereny do budowy farm wiatrowych na morzu.

## Produkcja energii elektrycznej

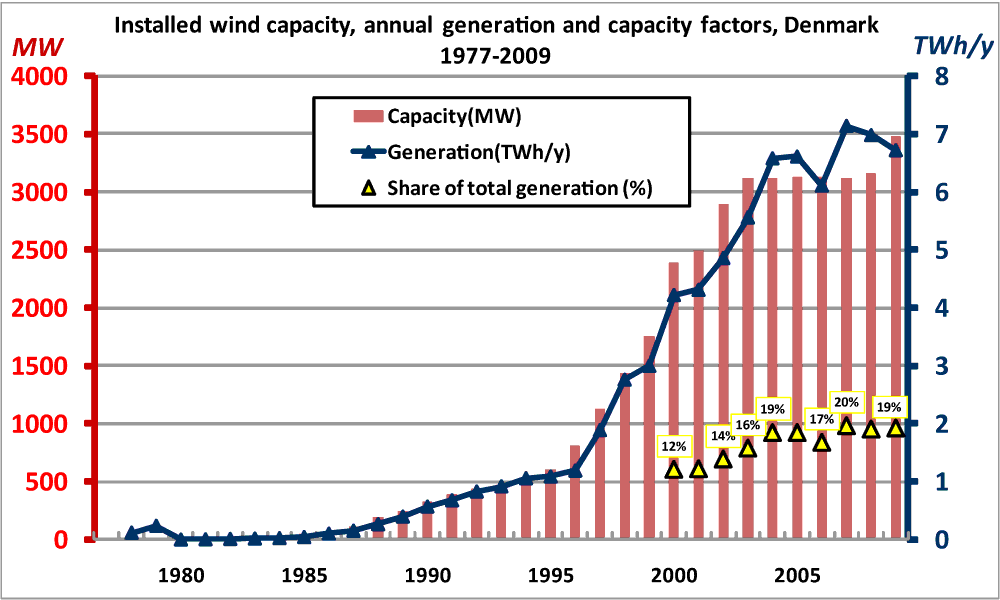
Wykres przedstawiający wielkość produkcji energii elektrycznej z wiatru w Danii

Energetyka wiatrowa w Danii

Dania ma najwyższy na świecie udział energii wiatrowej w ogólnej produkcji energii elektrycznej. W 2015 roku 42% energii elektrycznej konsumowanej przez ten kraj pochodziło z farm wiatrowych. Rok wcześniej udział ten wyniósł 39%. 21 grudnia 2013 roku udział energii wiatrowej w energii konsumowanej przez Danię wyniósł 102%, a przez jedną godzinę 135%, co oznacza, że z samej energetyki wiatrowej zaspokojone były potrzeby energetyczne kraju i występował jeszcze nadmiar energii. Był to pierwszy dzień w historii duńskiej energetyki, kiedy wartość ta przekroczyła 100%. 9 lipca 2015 roku padł kolejny rekord, kiedy energia wiatrowa wytworzyła 116% energii konsumowanej przez Danię, a między 3:00 a 4:00 wytworzyła aż 141% energii.
W 2012 duński rząd przyjął plan zwiększenia udziału produkcji energii elektrycznej z energetyki wiatrowej do 50% do 2020, a w 2035 roku ma zostać zwiększony do 84%.

## Sytuacja ekonomiczna

### Koszty produkcji
| Nazwa farmy   | Rok oddania do eksploatacji | Moc      | Cena za 1 kWh (øre/kWh) |
| ------------- | --------------------------- | -------- | ----------------------- |
| Horns Rev1    | 2002                        | 160 MW   | 45,3                    |
| Rødsand1      | 2003                        | 166 MW   | 45                      |
| Horns Rev2    | 2009                        | 209 MW   | 51,8                    |
| Rødsand2      | 2010                        | 207 MW   | 62,9                    |
| Anholt        | 2013                        | 400 MW   | 105                     |
| Horns Rev3    | 2019                        | 400 MW   | 77                      |
| Vesterhav     | 2019                        | 180 MW   | 47,5                    |
| Kriegers Flak | 2021                        | 600 MW   | 37,2                    |
| Średnio:      | Średnio:                    | Średnio: | 58,96                   |

Tabela przedstawia minimalną gwarantowaną cenę za 1 kWh energii elektrycznej w godzinach pełnego obciążenia.
Dopłaty państwowe do energii wiatrowej wynoszą średnio 25 øre/kWh, jednak są one podnoszone, jeśli koszt wyprodukowania 1 kWh wynosi ponad 58 øre. Łącznie dopłaty do energetyki odnawialnej w Danii wynoszą 5,8 mld DKK, przy czym 3,2 mld DKK trafiło do energetyki wiatrowej.

### Cena energii elektrycznej
Koszty produkcji energii elektrycznej są w Danii na średnim europejskim poziomie, jednak wysokie podatki od energii elektrycznej sprawiają, że cena energii elektrycznej w Danii jest jedną z najwyższych w Europie. Na cenę energii elektrycznej w Danii jedynie w 32% składają się koszty produkcji, w 9% opłaty na rzecz rozwoju odnawialnych źródeł energii, a pozostałe 59% to podatki i inne opłaty.

### Eksport i import energii elektrycznej
Specyfika zależności energetyki Danii, opartej głównie na wietrze od warunków atmosferycznych, sprawia, że w różnych okresach energia jest importowana lub eksportowana, głównie z/do Szwecji i Norwegii, gdzie system energetyczny jest oparty na elektrowniach wodnych. Dania importuje energię w dzień, a eksportuje w nocy. Ponadto w lecie jest większy import energii, natomiast w zimie następuje większy eksport. Cena importu energii elektrycznej wynosi średnio 212 DKK/MWh, a eksportu średnio 157 DKK/MWh. Cena rynkowa się waha, a przy niskim zużyciu i silnym wietrze spada czasem niemal do zera.

## Produkcja turbin wiatrowych
Dania jest światowym liderem w dziedzinie produkcji turbin wiatrowych. Około 90% krajowej produkcji jest eksportowana, co zaspokaja 38% światowego rynku turbin wiatrowych. W przedsiębiorstwach zajmujących się produkcją turbin zatrudnienie znajduje ok. 20 tys. osób. W 2014 roku duński rynek turbin wiatrowych odnotował przychód w wysokości 84 mld DKK.